# Trichaea seticornis
Trichaea seticornis is een vlinder uit de familie van de grasmotten (Crambidae). De wetenschappelijke naam van de soort is voor het eerst geldig gepubliceerd in 1866 door Herrich-Schäffer.